# 锑化氢
锑化氢又稱䏲，是化學式為SbH3的化合物，是具有恶臭气味的无色剧毒气体，不稳定。与氨同类，是主要的锑氢化物。其为三角锥结构，H–Sb–H 键角为 91.7°，Sb–H 键长 1.707Å（170.7pm）。

## 制备和性质
锑化氢通常由 Sb3+ 与含负氢的化合物反应制备：
2 Sb2O3 + 3 LiAlH4 → 4 SbH3 + 1.5 Li2O + 1.5 Al2O3
SbCl3 + 3/4 NaBH4 → SbH3 + 0.75 NaCl + 0.75 BCl3
除此之外，也可通过 Sb3− 与含质子的试剂（甚至水）反应制备锑化氢：
Na3Sb + 3 H2O → SbH3 + 3 NaOH
锑化氢的化学性质与砷化氢很相像， 在真空狀態下加熱，分解为氢气和锑，在容器壁上形成一层明亮的锑镜，锑镜不溶于次氯酸钠溶液，可以以此反应来分别砷和锑。
重金属氢化物一般不很稳定（如 AsH3，H2Te，SnH4），SbH3 亦是如此。锑化氢室温缓慢分解，200 °C 时的速率则非常快：
2 SbH3 → 3 H2 + 2 Sb
该反应是自催化反应，可能爆炸。
SbH3 被氧气很快氧化：
2 SbH3 + 3 O2 → Sb2O3 + 3 H2O
SbH3 不呈碱性。但可被氨基钠去质子化：
SbH3 + NaNH2 → NaSbH2 + NH3

## 用途
锑化氢可被用于半导体工业，化学气相沉积（CVD）中掺杂少量的锑。有报道称锑化氢可以作熏蒸剂，但显然与更常见的 PH3 相比，SbH3 的不稳定性及相对复杂的制法使其应用受限。

## 历史
由于锑与砷同族，马氏试砷法也能检测锑化氢。 该法于1836年被 James Marsh 发现，是利用样品与无砷锌及稀硫酸反应，若样品含砷，则气态的砷化氢通过热管时（250–300 °C）会分解为黑色的砷镜；若样品含锑，则在管不被加热的地方都会出现黑色的锑镜。
1837年 Lewis Thomson 和 Pfaff 分别独立发现了锑化氢。由于锑化氢的合成方法复杂，因此锑化氢的毒性在很久之后才被确定清楚。1876年 Francis Jones 检验了几条合成锑化氢的路线， 但直到1901年 Alfred Stock 才确定了锑化氢的大部分化学性质。

## 安全
SbH3 是不稳定的易燃气体。锑化氢极毒，老鼠LC50为100ppm。但幸运的是，正是由于它的不稳定，使得锑化氢的污染大大减少。

## 毒理学
锑化氢的毒性与其他锑化合物不同，但与砷化氢类似。 锑化氢可与红细胞中的血红蛋白结合，从而失去载氧功能。大多数锑化氢中毒都包含砷化氢中毒，尽管动物学实验已经证明两者毒性相差不大。中毒症状，如头痛、眩晕和恶心，及溶血性贫血（高浓度的非结合胆红素）、血红素尿症和肾病，有可能在接触数小时才显现出来。